# Ehretia mauritiana
Ehretia mauritiana là loài thực vật có hoa trong họ Ehretiaceae. Loài này được Willemet mô tả khoa học đầu tiên năm 1796.